# Ikechukwu Kalu
Ikechukwu Kalu (Kaduna, 18 aprile 1984) è un ex calciatore nigeriano, di ruolo attaccante.

## Carriera

### Club
Arrivato in Italia nel 2002 giocò per una stagione nella Primavera della Sampdoria per poi passare in prestito alla Pro Patria dove, in 28 partite, segnò 4 reti nel campionato di Serie C1 2003-2004. Nella stagione successiva nel Pisa, sempre in C1, entrò in campo 26 volte, ma segnò solo 2 gol.
Dal 2005 al 2007 giocò, sempre in prestito, al Chiasso, nella Challenge League svizzera, dove in due stagioni disputò 44 partite segnando ben 28 reti.
Nella stagione 2007-2008 ha fatto parte della prima squadra della Sampdoria ed ha esordito in Serie A nella sfida interna vinta 3-0 contro l'Empoli del 10 novembre 2007. Durante il campionato è entrato in campo solo 5 volte, senza segnare alcun gol.
Il 31 luglio 2008 il sito ufficiale della Sampdoria annuncia la sua cessione a titolo definitivo al Bellinzona, squadra neo-promossa nella Super League (Svizzera) svizzera. Il 28 gennaio 2014 firma un contratto con il Teuta che lega il giocatore al club albanese per sei mesi, con opzione di altri due anni che si potrà esercitare ad aprile.

### Nazionale
Nel 2003 ha giocato 3 partite con la nazionale nigeriana, segnandovi anche una rete.

## Statistiche

### Cronologia presenze e reti in nazionale
| Cronologia completa delle presenze e delle reti in nazionale ― Nigeria | Cronologia completa delle presenze e delle reti in nazionale ― Nigeria | Cronologia completa delle presenze e delle reti in nazionale ― Nigeria | Cronologia completa delle presenze e delle reti in nazionale ― Nigeria | Cronologia completa delle presenze e delle reti in nazionale ― Nigeria | Cronologia completa delle presenze e delle reti in nazionale ― Nigeria | Cronologia completa delle presenze e delle reti in nazionale ― Nigeria | Cronologia completa delle presenze e delle reti in nazionale ― Nigeria |
| Data                                                                   | Città                                                                  | In casa                                                                | Risultato                                                              | Ospiti                                                                 | Competizione                                                           | Reti                                                                   | Note                                                                   |
| ---------------------------------------------------------------------- | ---------------------------------------------------------------------- | ---------------------------------------------------------------------- | ---------------------------------------------------------------------- | ---------------------------------------------------------------------- | ---------------------------------------------------------------------- | ---------------------------------------------------------------------- | ---------------------------------------------------------------------- |
| 20-8-2003                                                              | Tokyo                                                                  | Giappone                                                               | 3 – 0                                                                  | Nigeria                                                                | Amichevole                                                             | -                                                                      | 78’                                                                    |
| Totale                                                                 |                                                                        | Presenze                                                               | 1                                                                      |                                                                        | Reti                                                                   | 0                                                                      |                                                                        |